# Будоя
Будо̀я (на италиански: Budoia; на фриулски: Budoie, Будойе) е малко градче и община в Северна Италия, провинция Порденоне, автономен регион Фриули-Венеция Джулия. Разположено е на 135 m надморска височина. Населението на общината е 2573 души (към 2010 г.).